# Raión de Zolotonosha
Raión de Zolotonosha (en ucraniano: Золотоніський район) es un raión o distrito de Ucrania en el óblast de Cherkasy. La capital es la ciudad de Zolotonosha.
Comprende una superficie de 4246,1 km².

## Demografía
Según estimación 2010 contaba con una población total de 43790 habitantes.

## Otros datos
El código KOATUU fue 7121500000. El código postal 19710 y el prefijo telefónico +380 4737.